# Eendrachtsplein (Rotterdam)
« Eendrachtsplein » redirige ici. Pour la station du métro rotterdamois, voir Eendrachtsplein (métro de Rotterdam).
L'Eendrachtsplein (peut être traduit par place de la Concorde en français), est une place du centre de la ville néerlandaise de Rotterdam.

## Situation et accès
La place qui se situe entre les quartiers du Centre, du Cool, de Dijkzigt et de l'Oude Westen, est reliée à la Westblaak, le chemin Eendrachtsweg, le boulevard Westersingel, la rue Rochussenstraat, le chemin Mauritsweg et le chemin Oude Binnenweg.
Ce site est desservi par la station de métro Eendrachtsplein.

## Historique
La place est créée au XIXe siècle dans le cadre du projet Waterproject de l'architecte Willem Nicolaas Rose (nl). Sur le côté ouest de la place de la Concorde a été construite en 1863, une « école spéciale d'enseignement secondaire pour compte propre ». Le bâtiment de cette ancienne école est désormais utilisé en tant que commissariat de police depuis 1945. Sur le côté est de la place se situent 14 bâtiments historiques qui ont été conçus par D. Ameyden de Duym et construits entre 1867 et 1873.
En 1982, la station de métro Eendrachtsplein y a été inaugurée. À l'extrémité de l'Oude Binnenweg (« ancien chemin de Traverse ») se trouve une statue du chanteur et poète néerlandais J.H. Speenhoff (nl) réalisée par Adri Blok (nl). Depuis novembre 2008, une autre statue se trouve également sur la place de la Concorde, il s'agit de la statue controversée Santa Claus (nl) (populairement appelé le « gnome Buttplug ») de l'artiste américain Paul McCarthy.